# 讀賣中京FS控股
讀賣中京FS控股（日语：読売中京FSホールディングス株式会社，簡稱FYCS控股）是一家在2025年4月1日成立的日本廣播控股公司，由讀賣電視台、中京電視台、福岡放送、札幌電視台共同轉移持股設立。為日本電視控股的關聯公司。

## 概要

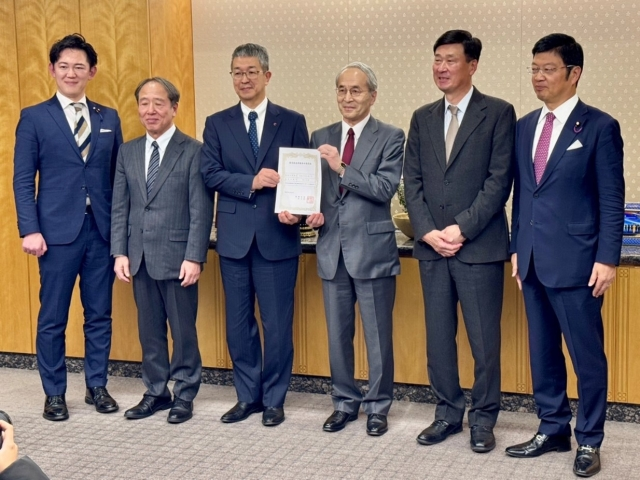
總務省向新控股公司交付認可証的儀式
（2025年3月11日）

以日本電視控股（以下稱「日視控股」）旗下子公司的日本電視放送網（以下稱「日本電視台」）為核心局的日本電視台系列（日本電視網協議會，以下稱「NNS」），其系列內的四間基幹局，札幌電視台（STV）、中京電視台（CTV）、讀賣電視台（ytv）、福岡放送（FBS）於2024年11月29日宣佈四社將會進行經營合併，四間公司將共同轉移持股至新設立的認定廣播控股公司。新的廣播控股公司將於2025年4月1日開始運營。公司董事長由丸山公夫（當時：中京電視台會長）擔任，公司總經理則由石澤顯（發表時為日視控股社長、2025年1月起任日視控股副董事長）擔任。簡稱FYCS取自於四社在日本列島自西至東的位置，F福岡、Y讀賣、C中京、S札幌。公司標誌是由代表四社的顏色（紅（STV・FBS）、粉紅（CTV）、黃（ytv））彩帶所組成，展現日本列島形狀的設計。
四社本社所處的道府縣，均屬於全國11個擁有五間電視台的廣播地域之一，這四個地域亦同是有東京電視網（TXN）成員正式廣播的地區，這些因素有利這幾個NNS成員更易將播放節目共通化（若該地域本身電視台的數量較少，區內的電視台可能是跨網台，節目表存在另一聯播網的節目，再加上如果區內未有東京電視網成員台的話，這些電視台有機會購買不少TXN的節目播放，這些障礙導致更難與其他地區的同系成員台統一節目表）。至2024年，日本電視台分別各自持有四間電視台約16.1-30.0%的股權，新控股公司FYCS建立後，日本電視台對原四社的持股量合計將間接令其以上的控股公司，日視控股對FYCS控股的持股量超過20%，令FYCS控股成為日視控股的持分法適用關聯公司，而日視控股的首席股東讀賣新聞集團（集團本社、東京本社、大阪本社、西部本社）則會擁有約15%股份，成為FYCS控股僅次於日視控股的第二大股東。合併前四家公司的現有股東也將獲得新公司股份，以現有股份按比例換取新控股公司的股份（交換比例尚未確定）。。
一直以來，總務省所頒佈的「大眾媒體集中排除原則」省令亦指明，一間廣播控股公司最多只可以控制合共向12個都道府縣廣播的地面電視電視台，但2023年3月10日總務省修改省令之後，以上所述的規制有所寬減。但是實際上，現今FYCS旗下四間電視台合共所廣播的地域亦只有11個都道府縣（若含佐賀縣則為12個都道府縣），而且日視控股和讀賣新聞集團對FYCS的出資比例均未滿三分之一（33.33%），因此即使根據修改前的省令，成立新的廣播控股公司仍然有其可能性。有人認為，這次合併意在加強以讀賣新聞社為首的讀賣新聞集團對四大基幹局的參與。FYCS是日本第十三間獲得認證的廣播控股公司，也是繼東京電視台之後，第二家透過股權轉讓方式成立的廣播控股公司。這亦是首次由多個地方基幹局組成廣播控股公司，且沒有核心局（日本電視台）的直接參與。因此，合併消息公佈當天，除日本電視台外，其他電視台也進行了報道。
對於實行地面電視廣播的民放電視台，一般的原則是它們只在其所位處的都道府縣內廣播。但實際上日本存在著一眾覆蓋多個都道府縣的「廣域廣播」電視台，各系列的在京核心局和在阪準核心局就是例子。各地區的地方電視台大多參與以東京的核心局為中心所構建、遍佈日本全國被稱為「系列」的廣播聯播網絡，它們在其地區內擁有該系列核心局所製作節目的獨家播映權，並從這些節目所招來的商業廣告中獲取收入。就日本電視台系列而言，為了促進聯播網內各成員之間的合作，日本電視台設立了日本電視網協議會（NNS），並將上述四家地方電視台定位為基幹局。它們根據其自身位置分別被劃分為負責北海道及東北地方、中部地方、近畿中四國地方、及九州地方四個區塊，四個區塊內的其他地方電視台分別接受四間基幹局在廣播設施和業務方面的支持。對於成立這家控股公司的目的，日視控股表示，在人口減少、媒體多元化、電視觀眾減少的背景下，該四間電視台作為NNS旗下四個區塊（北海道-東北、中部、近畿-中國-四國、九州）的基幹局，加上2024年4月起作為擔任NNS內部設立的「區塊會議」的幹事，透過聯合這四家擁有雄厚經營實力的公司，新的控股公司將能夠建立一個強大的合作體系，除了聯合製作節目、設施共享之外，還會透過規模經濟的擴大將成本運用更效率化，而且有效推進積極投資新式業務和促進人員交流等等。「將活化包含FYCS四間公司在內的NNS的體制，使得聯播網內的關係更加強韌緊密」，在新控股公司的領導下，四家電視台將建立新的合作架構，以穩定管理基礎，並與核心局日本電視台和其他NNS所屬地方電視台共同創作有吸引力的內容。經營合併的四間電視台也表明，「將會繼續作為傳播地域訊息的核心企業，為地區社會的發展和振興做出貢獻」。

## 沿革
- 2024年
  - 11月29日 - 日本電視控股及其NNS系列局4社（讀賣電視台、中京電視台、福岡放送、札幌電視台）宣佈，將於2025年4月1日成立新的廣播控股公司「讀賣中京FS控股（FYCS）」，四間電視台將會進行經營合併[20][21]。
  - 12月6日 - 以中京電視台為代表的四間電視台，向總務省提出請求認可成立廣播控股公司的申請[22]。
  - 12月24日 - 擬進行合併的四間電視台分別召開臨時股東大會，四間電視台的股東大會最終均同意成立新的廣播控股公司而及實行經營合併[23][24][25]。此外，也一併公佈了非常務董事等的人事變動[26]。
- 2025年
  - 3月7日 - 總務大臣的諮詢機構電波監理審議会回覆認可成立新的廣播控股公司[22][27]。
  - 3月11日
    - 總務省正式認可成立廣播控股公司，並向將合併的四間電視台交付認可証[28]。
    - 「讀賣中京FS控股」公佈公司標誌[6]。

  - 4月1日
    - 四間電視台實施股權轉讓，廣播控股公司正式成立[22][29]。公司設於日本電視台大廈的辦公室正式開幕掛牌營業[30]。
    - 作為紀念FYCSHD的成立進行第一次連動計劃，旗下四間電視台早晨時段的資訊節目，札幌電視台《道產子廣角早晨》、中京電視台《早晨DORE♪》、讀賣電視台《Ce・Matin!》、福岡放送《超級早!》共同製作的欄目於四台同步播映。四台的主播齊集讀賣電視台演播室，以《〜FYCS連動企劃〜各局主播大集合!職棒聯賽開幕首推情報》為題，各自介紹其地區職棒球團[b]的首推情報[31][32]。

## 子公司
統合四台的廣播範圍（近畿廣域圏、中京廣域圏、北海道、北部九州）的觀眾數目合計大約有4200萬人，是一個可以與日本電視台（關東廣域圏）廣播範圍觀眾數目4300萬人所匹敵的廣播規模。
- 讀賣電視台（ytv）
- 中京電視台（CTV）
- 福岡放送（FBS）
- 札幌電視台（STV）
  - STV電台[d]

|                      | 讀賣電視台（ytv）                                                                                      | 中京電視台（CTV）                                                            | 福岡放送（FBS） | 札幌電視台（STV） |
| -------------------- | --- | ---------------------------------------------------------------------------- | --- | --- |
| 電視台標誌           | |                                                                              | | |
| 頻道號碼             | 10 | 4                                                                            | 5 | 5 |
| 廣播對象地域         | 近畿廣域圏                                                                                             | 中京廣域圏                                                                   | 福岡縣 | 北海道 |
| 開台年/加盟年        | 1958年                                                                                                 | 1969年/1973年                                                                | 1969年 | 1959年 |
| 本社所在地           | 大阪府大阪市中央區                                                                                     | 愛知縣名古屋市中村區                                                         | 福岡縣福岡市中央區 | 北海道札幌市中央區 |
| 本社大樓             | |                                                                              | | |
| 經營合併前的主要股東 | 日本電視放送網 16.10% 讀賣新聞集團本社 13.66% 讀賣新聞大阪本社 8.25% 野村土地建物 7.98% 野村控股 5.05% | 日本電視放送網 22.13% 日本電視台音樂 6.25% 名古屋鐵道 9.60% 名鐵不動產 5.87% | 讀賣新聞集團本社 19.98% 日本電視放送網 16.90% 九州電力 19.67% 電氣大廈 7.00% 西日本新聞社 7.00% 西日本都市銀行 5.00% 西日本鐵道 5.00% 福岡銀行 5.00% | 日本電視放送網 29.93% 日本電視台小鴿文化事業団 7.30% ※讀賣電視台 4.83% ※中京電視台 3.87% ※福岡放送 3.77% 讀賣新聞東京本社 11.93% 北海道電力 6.33% 北洋銀行 4.53% 北海道銀行 4.53% 第一生命保險 4.00% |
| 主要子公司           | YTE ytv Nextry 讀賣電視台服務 adec SENTENS ytv Media Design                                            | 中京Electron CTV MID ENJIN 中京電視台Creation AQUARING                       | FBS Enterprise | STV電台 STV興發 札幌映像製作 STV開発中心 STV・Media Center |

## 組織

### 組織圖
請參閱FYCS控股官方網站上的組織圖。